# Alon-Alon Contong
Alon-Alon Contong is een bestuurslaag in het regentschap Soerabaja van de provincie Oost-Java, Indonesië. Alon-Alon Contong telt 5164 inwoners (volkstelling 2010).